# ミラクルアベニュー1番地
『ミラクルアベニュー1番地』(ミラクルアベニュー1ばんち)は、上野すばる作、夢雪湖原作による日本の漫画作品。
『なかよし』（講談社）にて1987年連載された。

## 書誌情報
- ミラクルアベニュー1番地 1987年10月6日 ISBN 978-4061785892
  - お花屋さんに人魚姫／どろろんドッジボール